# شليهبات
شليهبات أو ضليعات شلهوب تلٌّ ومنطقة عراقية، في ناحية بصية بقضاء السلمان بمحافظة المثنى بصحراء الدبدبة بالبادية العراقية، جنوب العراق، ولا يزال في أرضها ألغام تُباغِت رعاة الأغنام. وهـي على أشكال مختلفة، ومنها ما هو على شكل كروي والشريطية والعنقودية، وكانت هذه المقذوفات سبباً في وفيات مواطنين وجروحهم، والضلعيات بالبادية العراقية هي التلال.